# Copa do Mundo de Futebol Feminino de 2031
A Copa do Mundo FIFA de Futebol Feminino de 2031 será a décima primeira edição do quadrienal campeonato internacional de futebol feminino disputado pelas seleções nacionais das federações-membro da FIFA. O torneio envolverá 48 seleções nacionais, incluindo a do país anfitrião, depois que a FIFA anunciou a expansão do torneio em março de 2025.
O torneio está programado para acontecer nos Estados Unidos e no México. Essa será a terceira edição a acontecer em solo estadunidense, que já recebeu as edições de 1999 e 2003, se tornando o que mais sediou o torneio, sendo também a quinta vez que recebe um mundial de futebol profissional nos dois gêneros, considerando as edições masculinas de 1994 e 2026. Além disso, também é a primeira vez que o México recebe uma edição feminina de Copa do Mundo, após ter sediado três edições masculinas em 1970, 1986 e 2026, se juntando aos Estados Unidos, Suécia, Alemanha, Canadá, França e Brasil como os países que receberam as duas versões da Copa do Mundo FIFA.

## Ampliação e mudanças no formato
Em 5 de julho de 2019, algumas horas antes da final da Copa do Mundo daquele ano, o presidente da FIFA, o suíço-italiano Gianni Infantino, declarou em uma coletiva de imprensa que aquela edição era uma edição sem precedentes na história do torneio, com um interesse de mídia nunca visto, o que levou as maiores audiências de televisão jamais registradas na história do futebol feminino. Ao final desta declaração, ele anunciou que a entidade havia elaborado uma lista com cinco metas a serem atingidas pelo futebol feminino nos próximos anos. Faziam parte desta lista:
- Criação de um mundial de clubes, aos moldes do que já acontece com os homens desde 2000 e 2005 até 2023.
- Criação da Liga Mundial Feminina, seguindo os moldes da Liga das Nações da UEFA.
- Com o aumento do nível dos jogos registrado nas duas edições anteriores, a entidade decidiu aumentar o número de seleções participantes de 24 para 32, a fim de igualar o formato do torneio masculino, vigente desde 1998.
- Dobrar as premiações para a Copa de 2023, também igualando estes valores aos dos homens.
- Dobrar os investimentos no desenvolvimento do esporte para 1 bilhão de dólares.[3][4]

Em 31 de julho do mesmo ano, o quadro executivo da entidade ratificou a primeira meta, que era a equiparação do formato dos dois torneios. No entanto, alguns meses mais tarde, a entidade decidiu que ele seria vigente no masculino até 2022, já que a partir de 2026 passaria a ser 48 seleções.
Em 12 de setembro de 2024, o presidente da FIFA, Gianni Infantino, anunciou um estudo para ampliar o número de seleções participantes, que subiria de 32 para 48, visando igualar o formato masculino. Em 3 de abril de 2025, Gianni anunciou a ampliação do torneio para 48 seleções. As equipes serão divididas em 12 grupos de 4 equipes, com as duas primeiras de cada grupo e as oito melhores terceiras colocadas avançando para uma nova rodada de 32. O número total de jogos disputados aumentará de 64 para 104, e o número de jogos disputados por equipes que chegarem às quatro finalistas aumentará de sete para oito.

## Escolha da sede

Mapa do mundo com todas as seis confederações afiliadas à FIFA.

Em 3 de abril de 2025, o presidente da FIFA, Gianni Infantino, declarou que as candidaturas conjuntas dos Estados Unidos + México e do Reino Unido seriam as únicas postulantes para as edições de 2031 e 2035. A definição da sede, inicialmente prevista para 2025, foi adiada para o dia 30 de abril de 2026, através da 76.ª assembleia geral da FIFA em Vancouver, no Canadá.

### Resumo
Em 29 de abril de 2024, os Estados Unidos e o México decidiram retirar a candidatura conjunta do mundial de 2027 e focar os seus esforços para esta Copa, alegando pedirem mais tempo para se preparem, uma vez que os Estados Unidos estavam próximos de receber a Copa América de 2024, além do Mundial de Clubes FIFA de 2025 e a Copa Masculina de 2026, a última junto com México e Canadá. Em 11 de janeiro de 2025, a presidente da United Stades Soccer Federation (USSF), Cindy Parlow, confirmou uma pré-candidatura conjunta dos Estados Unidos e México para essa Copa, pretendendo apresentar o projeto assim que as licitações forem abertas. No dia 5 de março, apenas os Estados Unidos oficializaram a candidatura para a Copa de 2031, mas também declarou a expansão para outros países da América Central e do Caribe. No dia 27 de maio, o comitê organizador decidiu reinserir o México no projeto após algumas negociações.
Outras pré-candidaturas chegaram a ser anunciadas para este mundial como o caso da Inglaterra, Espanha, China, Japão, África do Sul e Marrocos.
Devido a copa anterior ser sediada no Brasil e a Copa do Mundo de 2023 ter ocorrido na Austrália e Nova Zelândia, as candidaturas dos países ligados à Confederação Sul-Americana de Futebol (CONMEBOL), Confederação Asiática de Futebol (AFC) e a Confederação de Futebol da Oceania (OFC) estariam inelegíveis, ao menos que as candidaturas de outras federações não estiverem atrativas ou se tiver desistência geral.

## Estádios
A ser anunciado.

## Participantes
A partir dessa edição, a Confederação Asiática de Futebol (AFC) passará a adotar o sistema de eliminatórias para definir as classificadas para esta copa, seguindo os modelos já adotados pela UEFA e CONMEBOL.
| Confederação                       | Seleção        | Presenças | Primeira presença | Última presença | Melhor resultado anterior          |
| ---------------------------------- | -------------- | --------- | ----------------- | --------------- | ---------------------------------- |
| CONCACAF (4 vagas + país-sede)     | Estados Unidos | 11        | 1991              | 2023            | Campeã (1991, 1999, 2015 e 2019)   |
| CONCACAF (4 vagas + país-sede)     | México         | 3         | 1999              | 2015            | Fase de grupos (1999, 2015 e 2019) |
| CONCACAF (4 vagas + país-sede)     | A definir      |           |                   |                 |                                    |
| CONCACAF (4 vagas + país-sede)     | A definir      |           |                   |                 |                                    |
| CONCACAF (4 vagas + país-sede)     | A definir      |           |                   |                 |                                    |
| CONCACAF (4 vagas + país-sede)     | A definir      |           |                   |                 |                                    |
| UEFA (16 vagas)                    | A definir      |           |                   |                 |                                    |
| UEFA (16 vagas)                    | A definir      |           |                   |                 |                                    |
| UEFA (16 vagas)                    | A definir      |           |                   |                 |                                    |
| UEFA (16 vagas)                    | A definir      |           |                   |                 |                                    |
| UEFA (16 vagas)                    | A definir      |           |                   |                 |                                    |
| UEFA (16 vagas)                    | A definir      |           |                   |                 |                                    |
| UEFA (16 vagas)                    | A definir      |           |                   |                 |                                    |
| UEFA (16 vagas)                    | A definir      |           |                   |                 |                                    |
| UEFA (16 vagas)                    | A definir      |           |                   |                 |                                    |
| UEFA (16 vagas)                    | A definir      |           |                   |                 |                                    |
| UEFA (16 vagas)                    | A definir      |           |                   |                 |                                    |
| UEFA (16 vagas)                    | A definir      |           |                   |                 |                                    |
| UEFA (16 vagas)                    | A definir      |           |                   |                 |                                    |
| UEFA (16 vagas)                    | A definir      |           |                   |                 |                                    |
| UEFA (16 vagas)                    | A definir      |           |                   |                 |                                    |
| UEFA (16 vagas)                    | A definir      |           |                   |                 |                                    |
| CAF (9 vagas)                      | A definir      |           |                   |                 |                                    |
| CAF (9 vagas)                      | A definir      |           |                   |                 |                                    |
| CAF (9 vagas)                      | A definir      |           |                   |                 |                                    |
| CAF (9 vagas)                      | A definir      |           |                   |                 |                                    |
| CAF (9 vagas)                      | A definir      |           |                   |                 |                                    |
| CAF (9 vagas)                      | A definir      |           |                   |                 |                                    |
| CAF (9 vagas)                      | A definir      |           |                   |                 |                                    |
| CAF (9 vagas)                      | A definir      |           |                   |                 |                                    |
| CAF (9 vagas)                      | A definir      |           |                   |                 |                                    |
| AFC (8 vagas)                      | A definir      |           |                   |                 |                                    |
| AFC (8 vagas)                      | A definir      |           |                   |                 |                                    |
| AFC (8 vagas)                      | A definir      |           |                   |                 |                                    |
| AFC (8 vagas)                      | A definir      |           |                   |                 |                                    |
| AFC (8 vagas)                      | A definir      |           |                   |                 |                                    |
| AFC (8 vagas)                      | A definir      |           |                   |                 |                                    |
| AFC (8 vagas)                      | A definir      |           |                   |                 |                                    |
| AFC (8 vagas)                      | A definir      |           |                   |                 |                                    |
| AFC (8 vagas)                      | A definir      |           |                   |                 |                                    |
| CONMEBOL (6 vagas)                 | A definir      |           |                   |                 |                                    |
| CONMEBOL (6 vagas)                 | A definir      |           |                   |                 |                                    |
| CONMEBOL (6 vagas)                 | A definir      |           |                   |                 |                                    |
| CONMEBOL (6 vagas)                 | A definir      |           |                   |                 |                                    |
| CONMEBOL (6 vagas)                 | A definir      |           |                   |                 |                                    |
| CONMEBOL (6 vagas)                 | A definir      |           |                   |                 |                                    |
| OFC (1 vaga)                       | A definir      |           |                   |                 |                                    |
| Playoff intercontinental (2 vagas) | A definir      |           |                   |                 |                                    |
| Playoff intercontinental (2 vagas) | A definir      |           |                   |                 |                                    |

## Publicidade

### Direitos de transmissão
Em 20 de dezembro de 2024, a Netflix adquiriu as edições de 2027 e 2031 com exclusividade para os Estados Unidos. Além das transmissões, a plataforma de streaming anunciou também a produção de documentários sobre o futebol feminino e as edições anteriores da Copa do Mundo em conjunto com a FIFA.